# 中条満秀
中条 満秀（ちゅうじょう みつひで、生年不詳 - 応永19年10月16日（1412年11月23日））は室町時代前期の武将。室町幕府奉公衆。三河国高橋荘（愛知県豊田市）地頭。衣城主。五郎、備前五郎と称す。官途は右衛門尉。左衛門少尉となった可能性もある。父は中条詮秀。弟に中条満平がいる。

## 略歴
室町幕府第3代将軍・足利義満から一字を賜り満秀と名乗る。『後鑑』に義満の供奉として康暦元年/天授5年（1379年）7月25日に登場するのが最初で、以降明徳3年/元中9年（1392年）8月28日まで幕府出仕の記録が見られる。既に家督を譲られていたと思われるが、応永19年（1412年）10月16日、父に先立って没する。生誕年不詳のため享年も不明。
息子たちはまだ幼少であったらしく、彼の死後、弟の満平が中条家の家督を継ぎ惣領となった。その息子たちとは、中条左衛門少尉（実名不詳）と、第4代将軍・足利義持から1字を受けた持保（もちやす）、持平（もちひら）、持家（もちいえ）とされている。